# Simões
Simões is een gemeente in de Braziliaanse deelstaat Piauí. De gemeente telt 14.167 inwoners (schatting 2009).